# Франкенія шорстка
Франкенія шорстка (Frankenia hirsuta) — вид рослин з родини франкенієві (Frankeniaceae), поширений у Північній Африці, західній Азії, південній частині Європи.

## Опис
Багаторічна рослина 10–25 см. Шорстко-волосисті рослина (стебла, листки і чашечки), зі щетинистим запушенням. Пелюстки 6–7 мм завдовжки..

## Поширення
Поширений у Північній Африці, західній Азії, південній частині Європи.
В Україні вид зростає на солончаках — у Степу (на півдні), Криму, досить зазвичай.